# Соснівка (Кременчуцький район)
Сосні́вка (МФА: [soˈsɲiu̯kɐ] ( прослухати)) — село в Україні, у Кременчуцькому районі Полтавської області. Входить до складу Кременчуцької міської громади. Населення становить 75 осіб. Колишній орган місцевого самоврядування — Потоківська сільська рада.

## Географія
Село Соснівка знаходиться на відстані 4 км від міста Кременчук. Поруч проходять автомобільна дорога М22 (E577) та залізниця, станція 252 кілометр.

## Населення

### Мова
Розподіл населення за рідною мовою за даними перепису 2001 року:
| Мова       | Кількість | Відсоток |
| ---------- | --------- | -------- |
| українська | 75        | 100%     |

## Пам'ятки
Неподалік від села розташований Біловагівський заказник.